# Lacul Manta
Lacul Manta este cel mai mare lac natural din Republica Moldova, situat în sudul țării.

## Originea lacului
Lacul Manta este un lac natural, de origine relictă. Cuveta lacustră a Lacul Manta s-a format în apropierea albiei cursului inferior al Prutului. Această cuvetă s-a umplut cu apă în timpul revărsărilor rîului, luînd astfel naștere Lacul Manta. Lacuri de acest tip se numesc lacuri de luncă.

## Lumea organică
Lacul Manta este unul important pentru Republica Moldova datorită lumii sale organice deosebite. Aici se întîlnesc pești diferiți, păsări exotice (pelicanul de ex.). Pe teritoriul lacului se dezvoltă alge și alte plante de baltă. Pe teritoriile adiacente lacului se întîlnesc arbori de luncă și de pajiște.

## Galerie

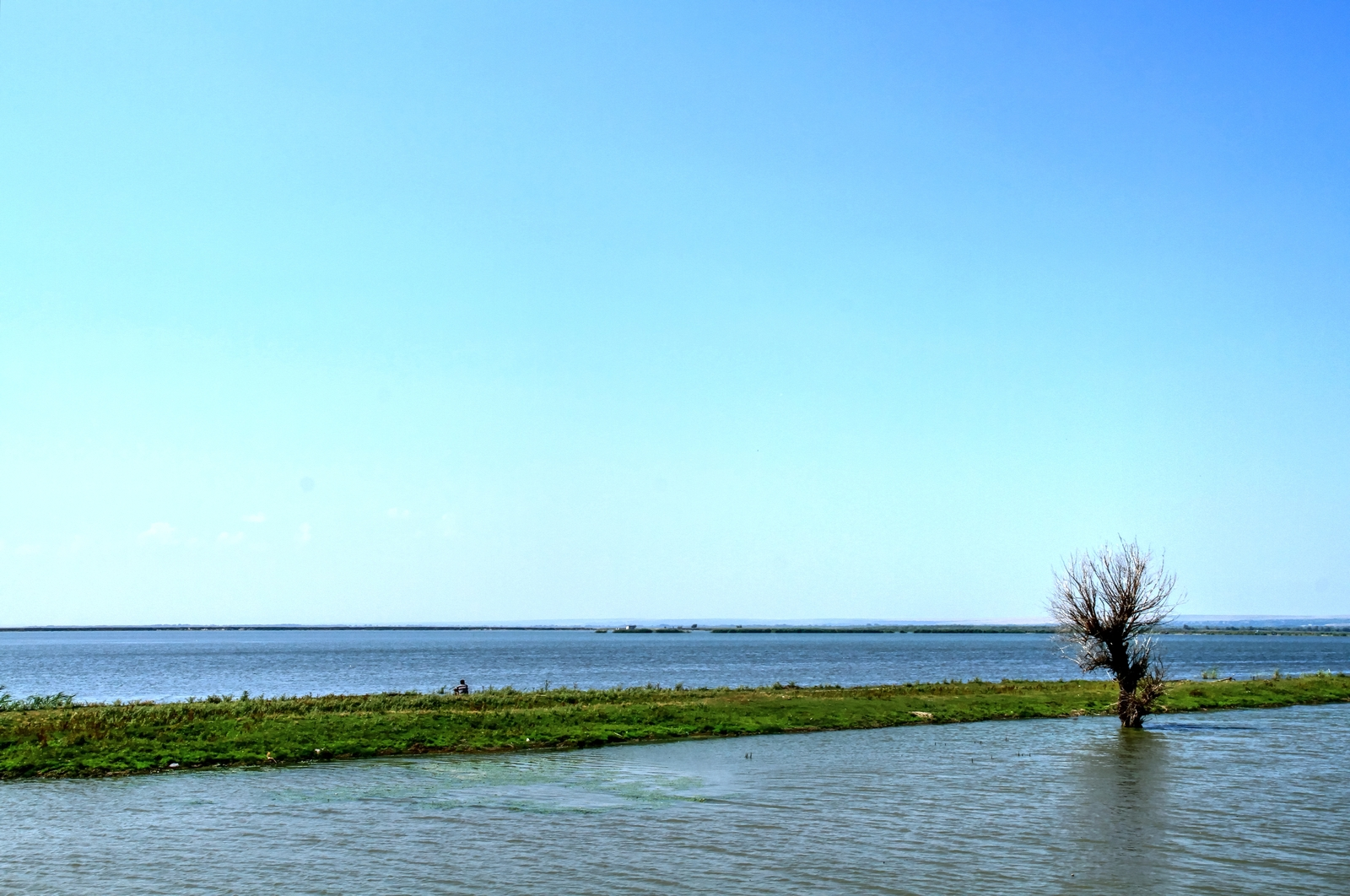
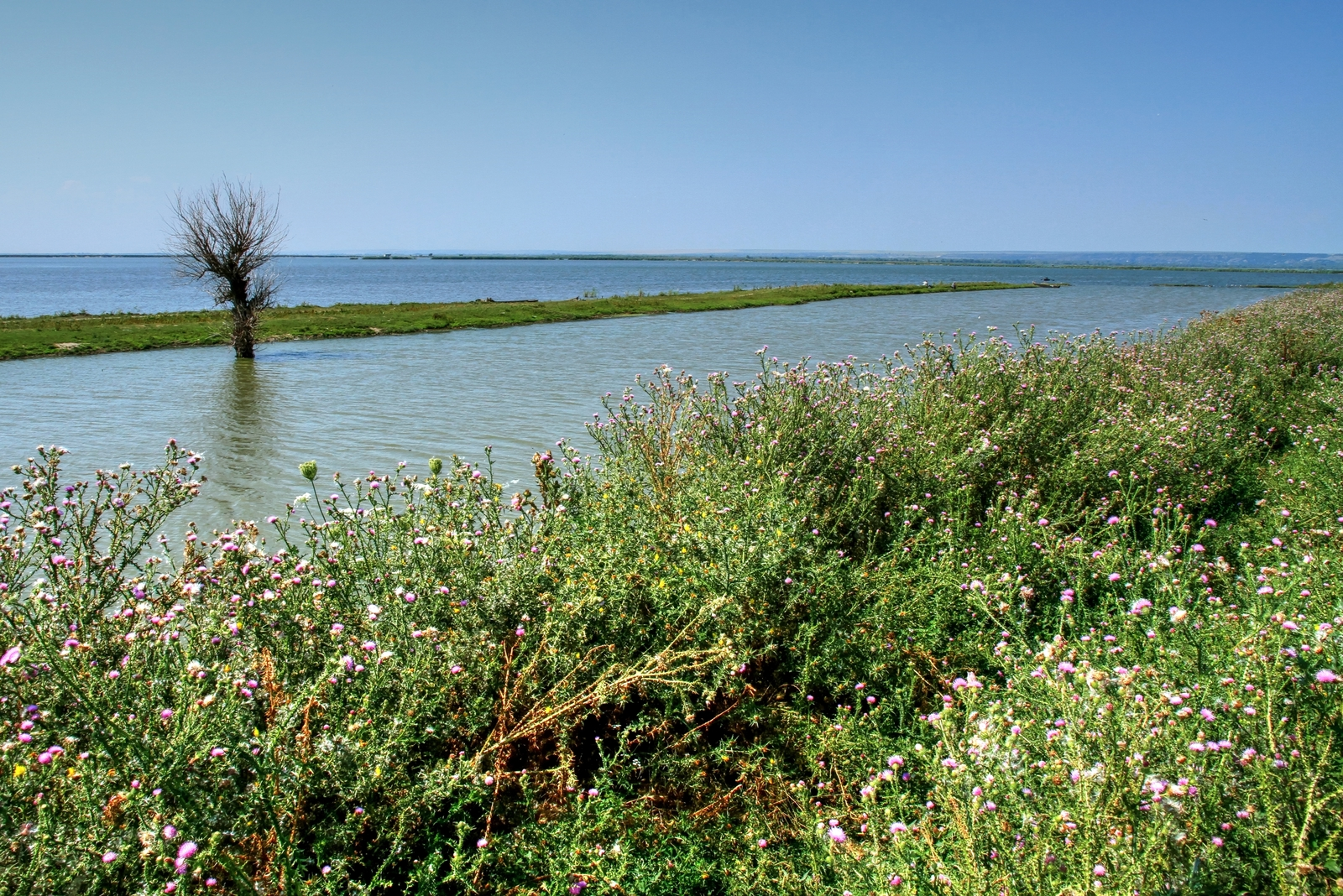
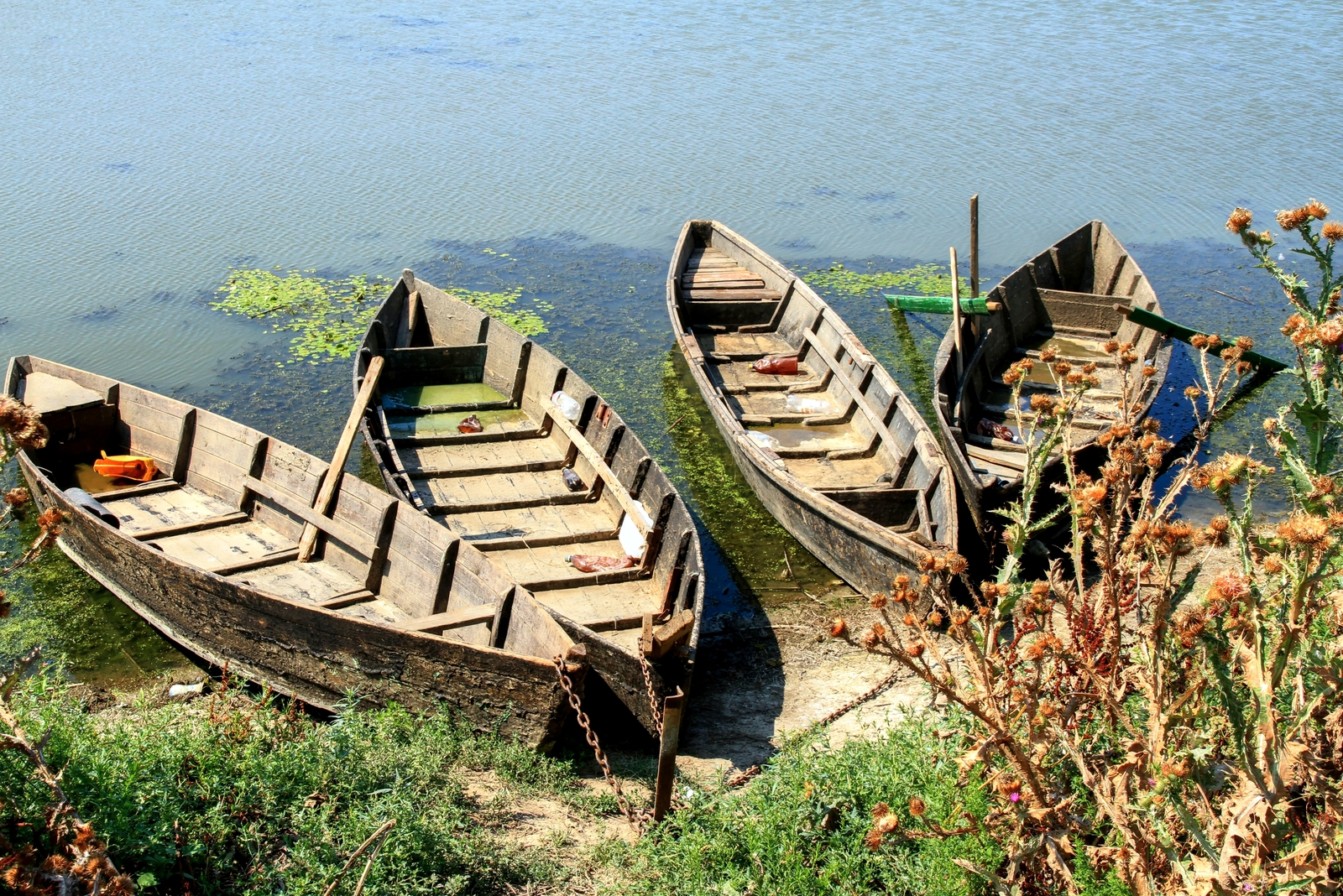
Bărci vechi pe lac